# Didymodon capitatus
Didymodon capitatus là một loài rêu trong họ Pottiaceae. Loài này được Dixon ex Sappa & Piovano mô tả khoa học đầu tiên năm 1947.